# Idaea prionosticha
Idaea prionosticha är en fjärilsart som beskrevs av Turner 1922. Idaea prionosticha ingår i släktet Idaea och familjen mätare. Inga underarter finns listade i Catalogue of Life.